# Najmanjši skupni mnogokratnik
Najmanjši skupni mnogokratnik ali najmanjši skupni večkratnik je v aritmetiki in teoriji števil število, kjer se dve števili prvič srečata. Zapiše se ga {\displaystyle v(a,b)=\ldots \,}.
Najmanjši skupni mnogokratnik se lahko določi tako, da se najprej števila razcepi na prafaktorje, nato pa se vzame ista/i števila/i in se jih/ju med seboj pomnoži, lahko pa se številom/a najprej določi mnogokratnike in se med njimi/a poišče prvega skupnega.
Zgled: V6={6,12,18,24,30,36,42,48...}
V8={8,16,24,32,40,48,56,64...}
v(6,8)=48